# Eriocaulon fistulosum
Eriocaulon fistulosum är en gräsväxtart som beskrevs av Robert Brown och James Edward Smith. Eriocaulon fistulosum ingår i släktet Eriocaulon och familjen Eriocaulaceae. Inga underarter finns listade i Catalogue of Life.